# Chrisann Gordon
Chrisann Gordon (née le 18 septembre 1994) est une athlète jamaïcaine, spécialiste du sprint.

## Carrière
Elle remporte la médaille d'or, en tant que participante en séries du relais, lors des Championnats du monde à Pékin.
Ses meilleurs temps sont de 23 s 28 sur 200 m (avril 2015) et de 51 s 39 sur 400 m (juin 2014).

## Palmarès
| Date | Compétition                | Lieu           | Résultat | Épreuve   | Temps         |
| ---- | -------------------------- | -------------- | -------- | --------- | ------------- |
| 2014 | Relais mondiaux de l'IAAF  | Nassau         | 4e       | 4 × 800 m | 8 min 17 s 22 |
| 2015 | Championnats du monde      | Pékin          | 1re      | 4 x 400 m | séries        |
| 2016 | Championnats NACAC espoirs | San Salvador   | 1re      | 400 m     | 51 s 02       |
| 2016 | Championnats NACAC espoirs | San Salvador   | 2e       | 4 x 400 m | 3 min 32 s 06 |
| 2016 | Jeux olympiques            | Rio de Janeiro | 2e       | 4 x 400 m | séries        |
| 2019 | Relais mondiaux de l'IAAF  | Yokohama       | 5e       | 4 x 400 m | 3 min 28 s 30 |

## Records
| Épreuve | Temps   | Lieu                | Date         |
| ------- | ------- | ------------------- | ------------ |
| 400 m   | 50 s 13 | Kingston (Jamaïque) | 25 juin 2017 |